# 山本航暉
山本 航暉（やまもと かずき、5月6日 - ）は、日本の女性漫画家。1989年に横浜市立大学文理学部卒。新潟県出身で、現在は宮崎県在住。
旧筆名は山本 晃（やまもと あきら）。
代表作は『ゴッドハンド輝』。

## 作品

### 山本航暉名義
- ゴッドハンド輝（『週刊少年マガジン』2001年 - 2011年、全62巻）
  - ゴッドハンド輝（『週刊少年マガジン』2000年33号） - 読切版
  - ゴッドハンド輝 〜沈黙のコロナ2020〜（『週刊少年マガジン』2020年29号 - 32号）
- タカラの膳（『週刊少年マガジン』2013年、全3巻）
- スピノザの海 〜蒼のライフセーバー〜（『月刊少年マガジン』2017年 - 2018年、全3巻）

### 山本晃名義
電子書籍版では名義が「山本航暉」になっている場合もある。
疾風伝説彦佐（単行本：全12巻）
疾風伝説彦佐 疾風の七星剣（単行本は全12巻）
彦佐と飛竜、小源太の疾風三人衆が活躍する戦国物。1999年6月まで『マガジンSPECIAL』にて連載された。
疾風の絆（単行本：全1巻）
『疾風伝説彦佐』の3人の出会いの物語。1999年12月まで『マガジンSPECIAL』にて連載された。単行本は全1巻。
戦国の疾風（単行本：全1巻）
『疾風伝説彦佐』の彦佐の子孫の物語。単行本は全1巻。
アッパーロード（単行本：全3巻）
『マガジンSPECIAL』に連載されたボクシング漫画。

## 師匠
- 刃森尊